# الزيادية (حبيل جبر)

تعديل مصدري - تعديل

الزيادية هي إحدى قرى عزلة حبيل جبر بمديرية حبيل جبر التابعة لمحافظة لحج، بلغ تعداد سكانها 2 نسمة حسب تعداد اليمن لعام 2004.